# Pere Cherta i Clos
Pere Cherta i Clos   (28 de setembre de 1908 - 6 de maig de 1992) fou un jugador i escriptor d'escacs català, campió de Catalunya d'escacs. Va ser guardonat el 1989 amb la Medalla al mèrit esportiu de la Federació Catalana d'Escacs. Va rebre també diversos altres guardons com el de la Diputació de Barcelona, el 1954, el de l'Ajuntament de Terrassa, el 1960, i la distinció de Forjador de la Història Esportiva de Catalunya de la Generalitat.

## Resultats destacats en competició
Cherta va començar a jugar al Foment Martinenc. El 1933, amb només 23 anys, va quedar campió absolut de Catalunya (ex aequo amb Àngel Ribera). El 1934 va participar en l'important Torneig Internacional de Sitges, on quedà en 13a posició (de 14), jugant contra diversos jugadors de l'elit mundial del moment.
El 27 de gener de 1935 va participar en les simultànies amb rellotge que Aleksandr Alekhin va jugar al Club d'escacs Barcelona (el Campió del Món obtingué un resultat de +10 =3), i Cherta fou un dels tres que aconseguiren entaular.
El desembre de 1935, va participar en les simultànies amb rellotge que José Raúl Capablanca va jugar al Club d'escacs Barcelona contra deu destacats jugadors catalans.
El 1946 participà en el Torneig Internacional de Barcelona, on quedà en 11a posició (de 14) (el campió fou Miguel Najdorf);. El 1949 quedà subcampió de Catalunya, rere Antonio Medina.
L'any 1954 actuà com a seleccionador i entrenador espanyol d'escacs. El 1960 participà, representant Espanya, a la VIIena Copa Claire Benedict (torneig europeu per equips) a Biel/Bienne, on jugà al quart tauler de l'equip espanyol. El mateix any, fou 6è (de 10) a Tarragona, trofeu Agustí Pujol (el campió fou Francisco José Pérez Pérez).

## Escriptor i periodista d'escacs
El 1935 Cherta redactava una columna setmanal d'escacs, al diari vespertí La Noche de Barcelona.
Cherta va escriure diversos llibres d'escacs, entre els quals destaquen els clàssics:
- Cherta i Clos, Pere. Defensa siciliana, variante Najdorf.  Barcelona: Ediciones Martinez Roca, colección Escaques, 1972. ISBN 84-270-0106-1.
- Cherta i Clos, Pere. Defensa siciliana, variante Paulsen.  Barcelona: Ediciones Martinez Roca, colección Escaques, 1971. ISBN 84-270-01-09-6.
- Cherta i Clos, Pere. Defensa India de Rey.  Barcelona: Ediciones Martinez Roca, colección Escaques, 1978. ISBN 978-84-270-0134-3.

Va contribuir també, comentant partides, a:
- DDAA. Miguel Tal, Campeón del Mundo.  Tortosa: Ediciones Limitadas Catalán, 1960.[15]